# 정성주 (정치인)
정성주(鄭聖柱, 1964년 7월 10일~)는 대한민국의 정치인이다. 제14대(민선 8기) 전라북도 김제시장이다.

## 학력
- 월촌국민학교(졸업)
- 김제중앙중학교(졸업)
- 군산고등학교(졸업)
- 벽성대학(토목환경학 전문학사)
- 전북대학교 행정대학원(행정학 석사)

## 경력
- 전라북도 축구협회 이사
- 김제시체육회 이사
- 2004.01~2004.12: 한국BBS 전라북도연맹 김제시지회 지부장
- 범전북 국책사업유치 추진협의회 이사
- 2006.07~2010.06: 제5대 김제시의회 의원
  - 2008.07~2010.06: 제5대 김제시의회 후반기 운영위원회 위원장
- 2009.04~2014.03: 민주당 김제시/완주군 지역위원회 사무국장
- 2010.07~2014.06: 제6대 김제시의회 의원
  - 2010.07~2012.06: 제6대 김제시의회 전반기 운영위원회 위원장
  - 2012.07~2014.06: 제6대 김제시의회 후반기 부의장
- 2014.07~2018.06: 제7대 김제시의회 의원
  - 2014.07~2016.07: 제7대 김제시의회 전반기 의장
- 2022.07~: 제14대 민선 8기 전라북도 김제시장

## 전과
- 폭력행위등처벌에관한법률위반: 징역 1년, 집행유예 2년 - 1986년 5월 21일 선고[1]
- 폭력행위등처벌에관한법률위반: 징역 1년 6월 - 1988년 8월 25일 선고[1]

## 역대 선거 결과
|  | 32.20% |

|  | 32.09% |

|  | 50.94% |

|  | 33.27% |

|  | 54.67% |